# Elabe
Elabe – prononcé [elab] – est la marque commerciale du cabinet d’études et de conseil fondé le 8 juin 2015 par Bernard Sananès.
La société porte le nom de Bernard Sananès Conseils.
Comptant une vingtaine de salariés, Elabe est structuré autour de trois métiers : le conseil, les études d’opinion et le planning stratégique,.
Elabe est une structure indépendante, dont le capital est détenu par ses fondateurs et son associée,.

## Histoire

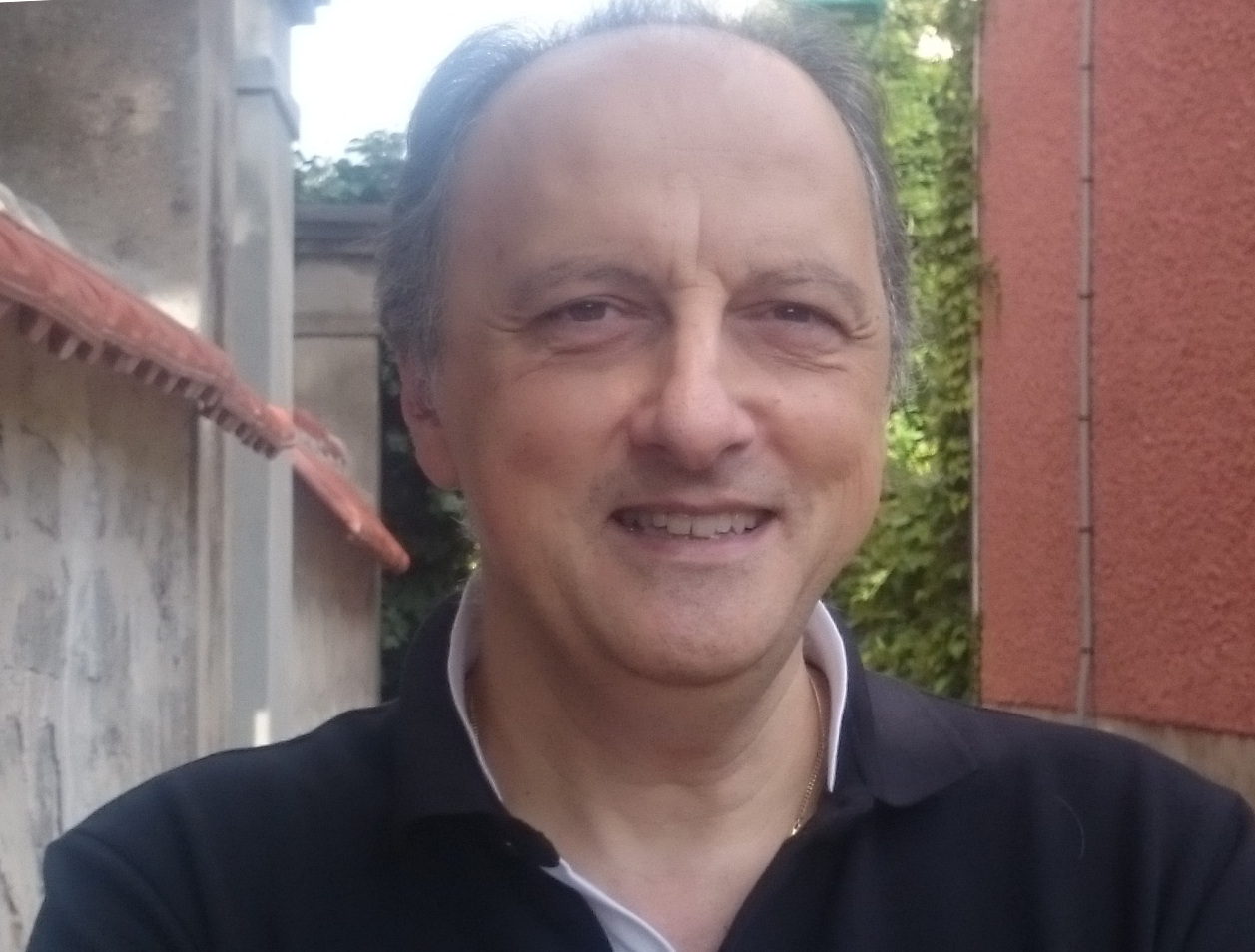
Bernard Sananès en 2015.

Après avoir été directeur général chez Euro RSCG, directeur de la communication et des affaires publiques d’EDF et président-directeur général de l’Institut CSA, Bernard Sananès crée, le 8 juin 2015, le cabinet d’études et de conseil Elabe. 
Sept mois après sa création, en janvier 2016, Elabe acquiert l’Institut Médiascopie. Fondée en 1982 par le sociologue Denis Muzet, la Médiascopie est une méthode permettant de mesurer l’adhésion d’un public à un contenu audiovisuel,. 
Elabe compte aujourd’hui une vingtaine de salariés. Parmi ses clients figurent plusieurs entreprises du CAC 40 et du SBF 120.
Le 24 octobre 2018, Elabe annonce le lancement du réseau Elabe Territoires, s’appuyant sur des agences et professionnels de la communication installés en régions Nouvelle-Aquitaine, Hauts-de-France, Auvergne-Rhône-Alpes et Provence-Alpes-Côte d'Azur. 
S’il réalise des sondages politiques, le cabinet ne conduit pas de missions de conseil en communication politique.

## Métiers
Dès sa création, Elabe se structure autour de trois métiers : le conseil, les études d’opinion et le planning stratégique,. 
L'entreprise met en avant un concept de Conseil objectivé, dont la marque a été enregistrée par l’Institut national de la propriété industrielle le 14 septembre 2018. Il repose sur la connaissance de l’opinion et l’expertise de la communication,.

## Études publiées
Elabe travaille en partenariat avec plusieurs médias et think tank pour diffuser ses études. Il publie, chaque semaine, un sondage nommé « L’Opinion en direct » sur l’actualité pour BFM TV. 
Un baromètre sur l’évolution de la popularité des personnalités politiques est également diffusé chaque mois par Les Échos et Radio Classique,,. 
Des questions d’actualité sur des thématiques économiques et sociales, comme l’économie collaborative, la formation professionnelle ou l’apprentissage par exemple, sont également publiées une fois par mois par Les Échos et l’Institut Montaigne,,.
Pendant l’élection présidentielle française de 2017, Elabe publie des sondages politiques et réalise des estimations pour les soirées électorales. Plusieurs journalistes notent, à l’issue du premier et du second tour, la justesse de ses estimations,. 
Le 31 janvier 2018, Elabe publie, en partenariat avec Atlantico, une étude intitulée « Les mots de la France 2017 » concernant les représentations qu’ont les Français de leur pays. 
Le 19 février 2019, Elabe publie le « Baromètre des Territoires », en partenariat avec l'Institut Montaigne, France Info et des titres de la presse régionale,,,,,,,.